# シンガポール銀行
シンガポール銀行（Bank of Singapore）はシンガポールを拠点とする華僑銀行（OCBC銀行）のプライベート・バンキング部門の子会社。2009年に華僑銀行がINGグループのING Asia Private BankをUS14.6億ドルで買収し、社名を変更した。2010年末の段階ではアジアの富裕層を中心にUS320億ドルを管理している。ムーディーズの格付けはAa1。

## 歴史
2000年代後半の金融危機に端を発するINGグループの再編計画に基づき、2009年にING Asia Private Bankを華僑銀行に売却した。2010年にシンガポール銀行としてスタートしてからアジア太平洋地域での地位を確実なものとしていった。

## サービス
通常の銀行サービスを親会社の華僑銀行が提供しており、その中の富裕層向けに、個別の資産管理、投資、融資サービスを提供している。

## 受賞

### 2011
- Outstanding Private Bank in Asia Pacific: Private Banker International
- Best Private Bank in Singapore: FinanceAsia
- Best Wealth Management Bank in Southeast Asia and Singapore: Alpha South East Asia
- Top 3 private banks in Singapore: Asiamoney